# Forpost
Forpost (en rus: Форпост) és un poble (un possiólok) de l'óblast d'Astracan, a Rússia, segons el cens del 2011 tenia 41 habitants.